# Zimna Skała

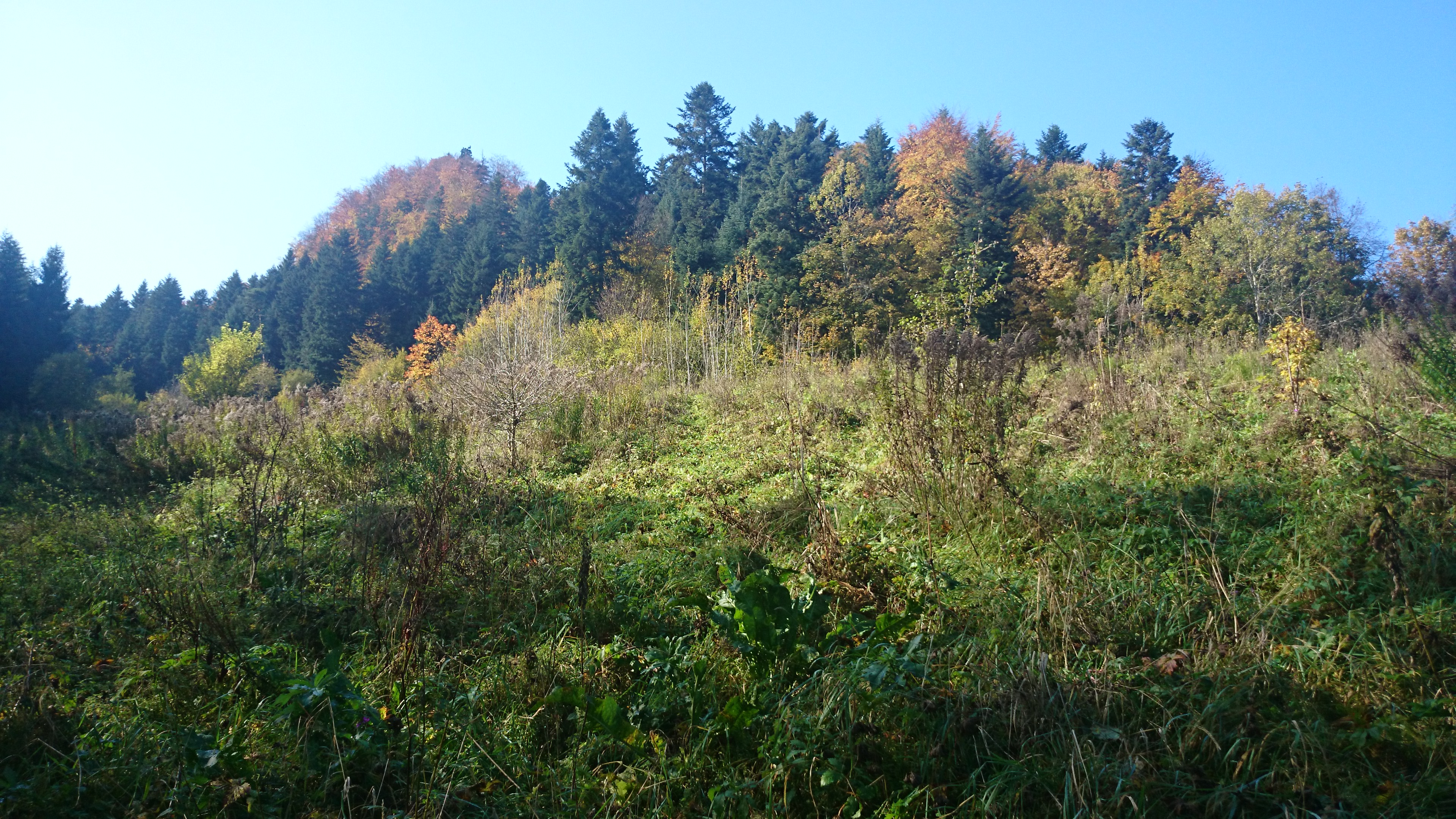
Zimna Skała od wschodu

Zimna Skała – w przewodniku „Pieniny” Józef Nyka podaje, że jest to „pas urwisk na południowo-wschodnim zboczu wierchu Wudyki, od strony doliny Ociemne” i określa jego wysokość jako 610 m n.p.m. Nazwę tłumaczy krościeńskie powiedzenie: „grzeje, jak w Ociemnem skała”. Na niektórych mapach skały te są zaznaczone jako szczyt z nazwą Zimna Skałka i wysokością 612 m, na innych opisane są również jako szczyt z wysokością 615 m i nazwą Ociemne, mapa Geoportalu podaje nazwę zarówno Ociemne, jak Zimna Skała.
Zimna Skała znajduje się w Pieninach, na północnej stronie Pieninek, w północno-wschodnim grzbiecie Szutrówki (Sutrówki). Jej ściany o wysokości 20–40 m kulminują na południowo-wschodnim, niższym wierzchołku i stale gniazdują w nich ptaki, m.in. bardzo rzadki gatunek – pomurnik.
Zimna Skała znajduje się na obszarze Pienińskiego Parku Narodowego, w granicach Krościenka nad Dunajcem, w województwie małopolskim, w powiecie nowotarskim. Nie prowadzą przez nią żadne szlaki turystyczne.